# Codex canadensis

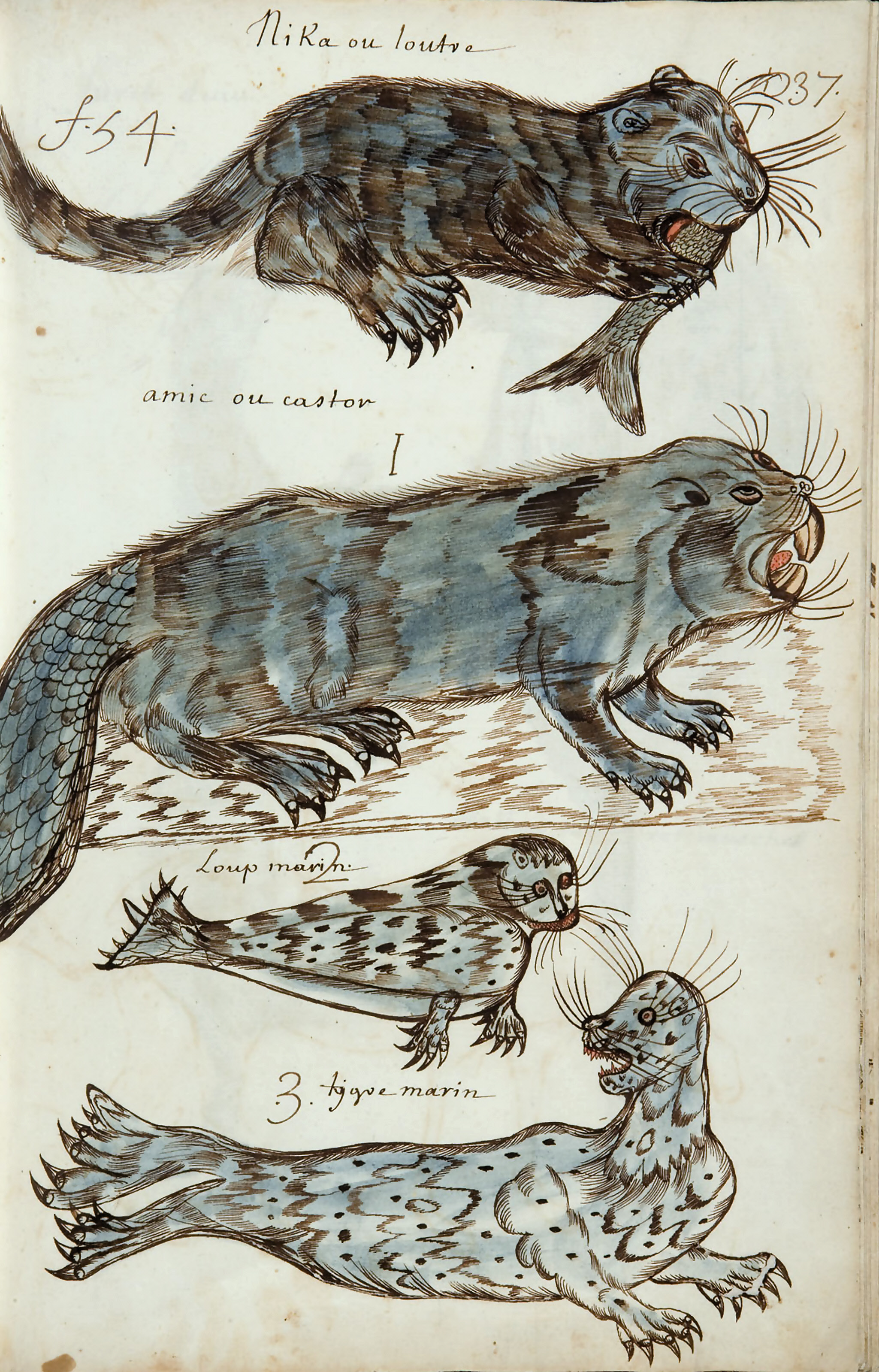
Codex canadensis, p. 37
lontra, castoro, lupo marino e tigre marina.

Il Codex canadensis è un manoscritto su pergamena realizzato tra il 1664 ed il 1675 da un gesuita francese, Louis Nicolas, che esplorò la Nuova Francia e vi rappresentò le piante, gli animali ed i nativi americani incontrati.

## Presentazione
Il Codex canadensis è stato creato, partendo da 180 disegni illustranti la flora, la fauna ed i popoli autoctoni nordamericani della Nuova Francia verso la fine del XVII secolo. La tecnica utilizzata è il disegno con inchiostro bruno a volte colorato con acquerello.
Di ritorno in Francia, l'autore realizzò il Codex canadensis, probabilmente per illustrare la sua Histoire naturelle des Indes occidentales, manoscritto conservato alla Biblioteca nazionale di Francia.
Il Codex conta 79 pagine, di cui 53 illustranti la storia naturale propriamente detta: vengono presentate 18 piante, 67 mammiferi, 56 uccelli, 33 pesci ed una dozzina tra rettili, batraci ed insetti.
La copia originale è oggigiorno conservata al museo Gilcrease Museum di Tulsa, in Oklahoma.

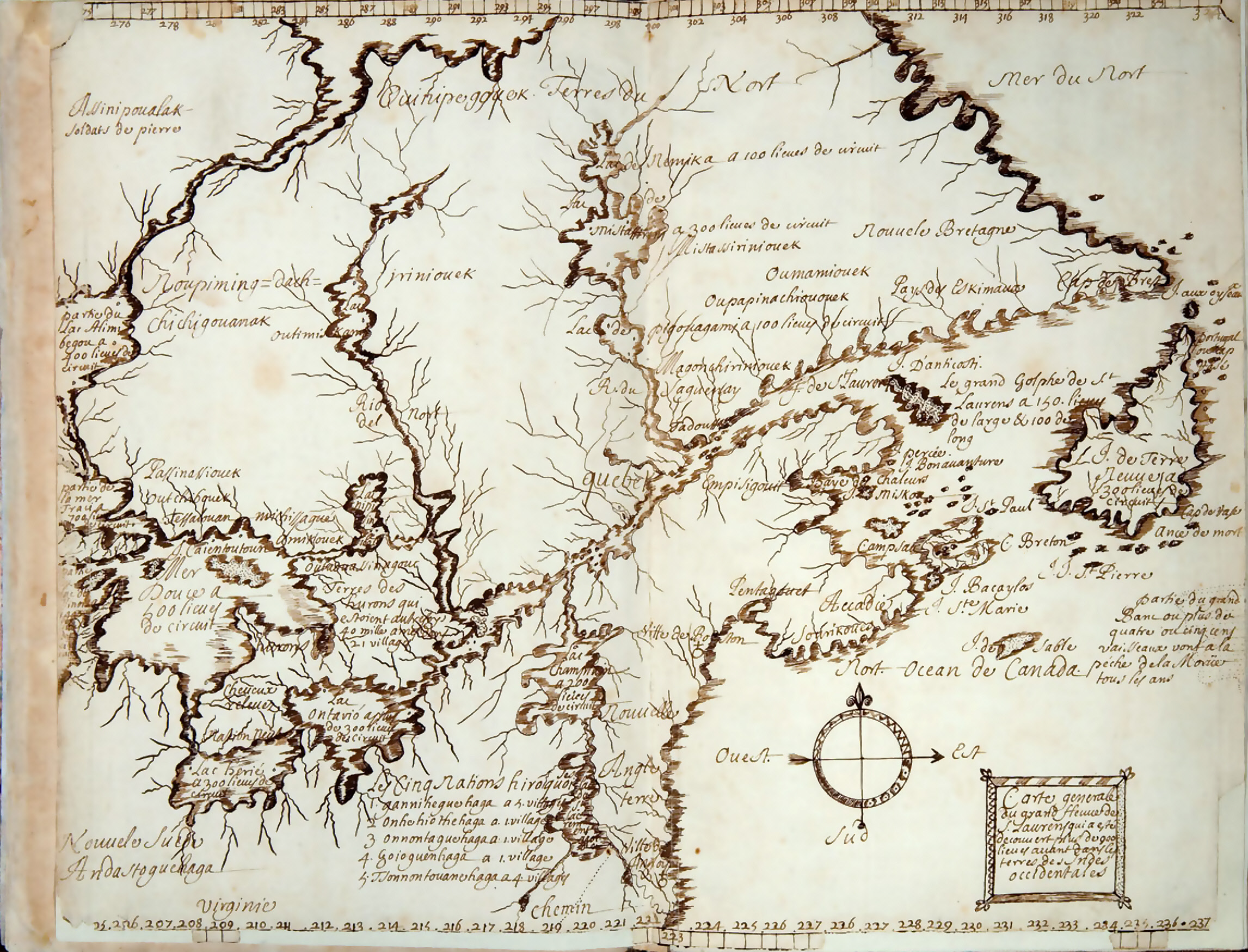
Codex canadensis Seconda di copertina. (Gilcrease Museum)